# X Columbae
X Columbae är en pulserande variabel av Mira Ceti-typ i stjärnbilden Duvan. Stjärnan har även åsatts variabeldesignationen UW Columbae.
Stjärnan varierar i visuell magnitud från 9,98 till lägre än 14,8 med en period av 323 dygn.